# Agardita-(Ce)
L'agardita-(Ce) és un mineral de la classe dels fosfats. És un arsenat de fórmula CeCu²⁺₆(AsO₄)₃(OH)₆(H₂O)₃ que pertany al grup de la mixita. Va ser anomenat així l'any 2003 per Kurt Walenta i Thomas Theye per la seva relació amb les altres espècies de la sèrie de l'agardita. La seva localitat tipus es troba a la mina Clara, a la vall de Rankach, Selva Negra, Alemanya.
Segons la classificació de Nickel-Strunz, l'agardita-(Ce) pertany a «08.DL - Fosfats, etc. amb cations de mida mitjana i gran, (OH, etc.):RO₄ = 2:1» juntament amb els següents minerals: foggita, cyrilovita, mil·lisita, wardita, agardita-(Nd), agardita-(Y), agardita-(La), goudeyita, mixita, petersita-(Y), zalesiïta, plumboagardita, calciopetersita, cheremnykhita, dugganita, kuksita, wallkilldellita-(Mn), wallkilldellita-(Fe) i angastonita.
Als territoris de parla catalana ha estat descrita a la mina «Iris 18» d'Escornalbou, a Riudecanyes (Baix Camp, Tarragona) i a la mina Alforja, situada al municipi homònim, també al Baix Camp.